# حادثه قطار پوکرایان

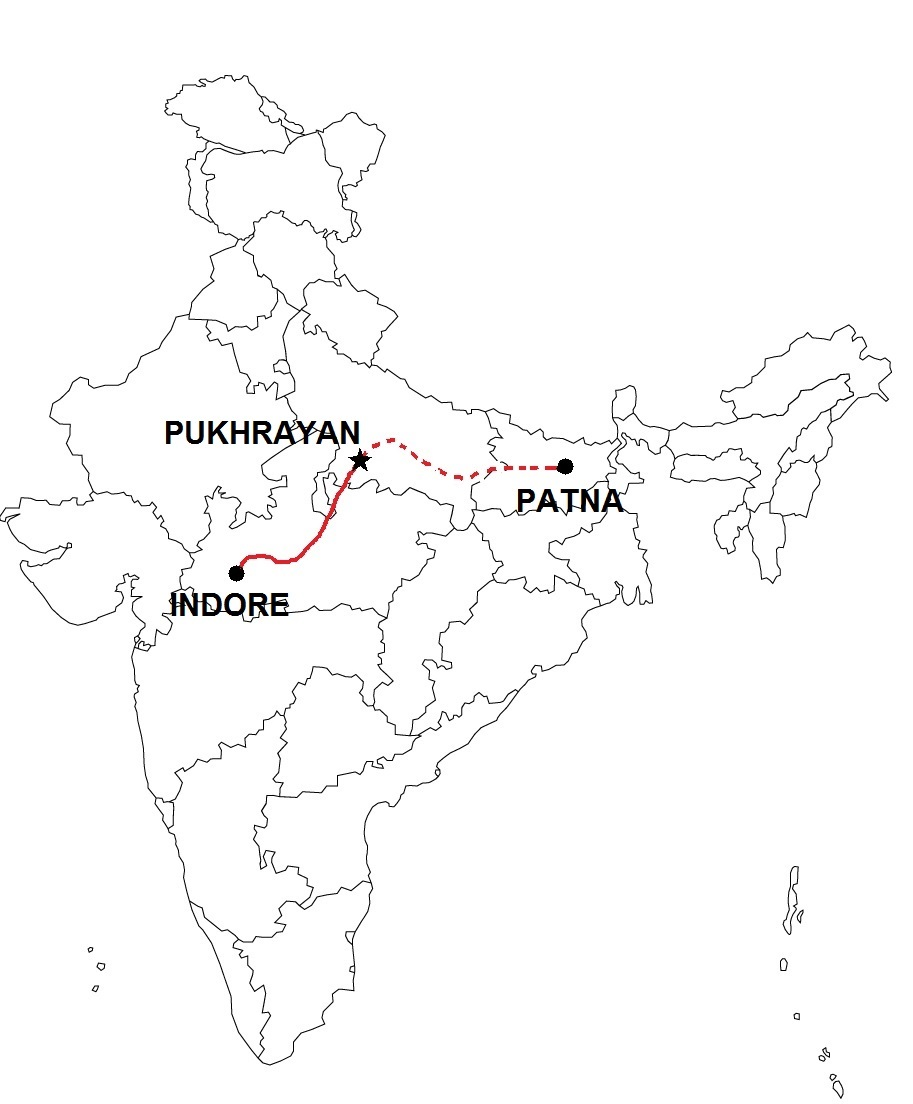
مسیر قطار برنامه ریزی شده از ایندور به پاتنا

در ۲۰ نوامبر ۲۰۱۶ یک قطار اکسپرس در هند که از ایندور عازم پتنه بود، در نزدیکی شهر پوکرایان از ریل خارج شد که منجر به کشته شدن حداقل ۱۵۰ نفر و زخمی شدن بیش از ۱۵۰ نفر دیگر گردید. این سانحه در نزدیکی شهر کانپور در ایالت اوتار پرادش هند ساعت ۳:۰۰ به وقت محلی زمانیکه مردم خواب بودند، رخ داد. این مرگبارترین حادثه قطار در هند از سال ۱۹۹۹ بود، زمانی که فاجعه قطار گیسل جان ۲۹۰ نفر را گرفت.
این حادثه که بیش از ۱۵۰ زخمی برجای گذاشت ساعت ۳ بامداد در نزدیکی شهر «کانپور» واقع در شمال هند روی داد.
به دنبال وقوع این حادثه، «نارندرا مودی» نخست وزیر هند در توئیتر به خانواده قربانیان تسلیت گفت.